# Curcuraci
Curcuraci is een plaats (frazione) in de Italiaanse gemeente Messina.